# Gotfryd Hoffman
Gotfryd Hoffman lub Jan Gotfryd Hoffman (oraz Godfred Hoffmann Godfryd Hoffmann (ur. na Górnym Śląsku, zm. po 20 lutego 1771) – śląski architekt (wg Wołodymyra Wujcyka, z Wrocławia), który pracował także na Rusi Czerwonej i na Wołyniu.

## Prace
- projekt cerkwi (kościoła) przy klasztorze Bazylianów w Buczaczu[1]
- Sobór Zaśnięcia Matki Bożej w Poczajowie; zdaniem Zbigniewa Hornunga lwowski atchitekt Piotr Polejowski 20 kwietnia 1775 mocno skrytykował wykonane roboty wobec założonych fundamentów, jego i należy więc uznać za właściwego twórcę cerkwi[6]
- budowniczy kościoła św. Stanisława Biskupa i stojącej oddzielnie dzwonnicy oraz murów obronnych we wsi Uherce Mineralne (nadał obiektom cechy późnobarokowej architektury śląskiej)[7].
- rekonstrukcja kościoła parafialnego pw. Nawiedzenia Najświętszej Marii Panny w Lesku[8]

## Galeria

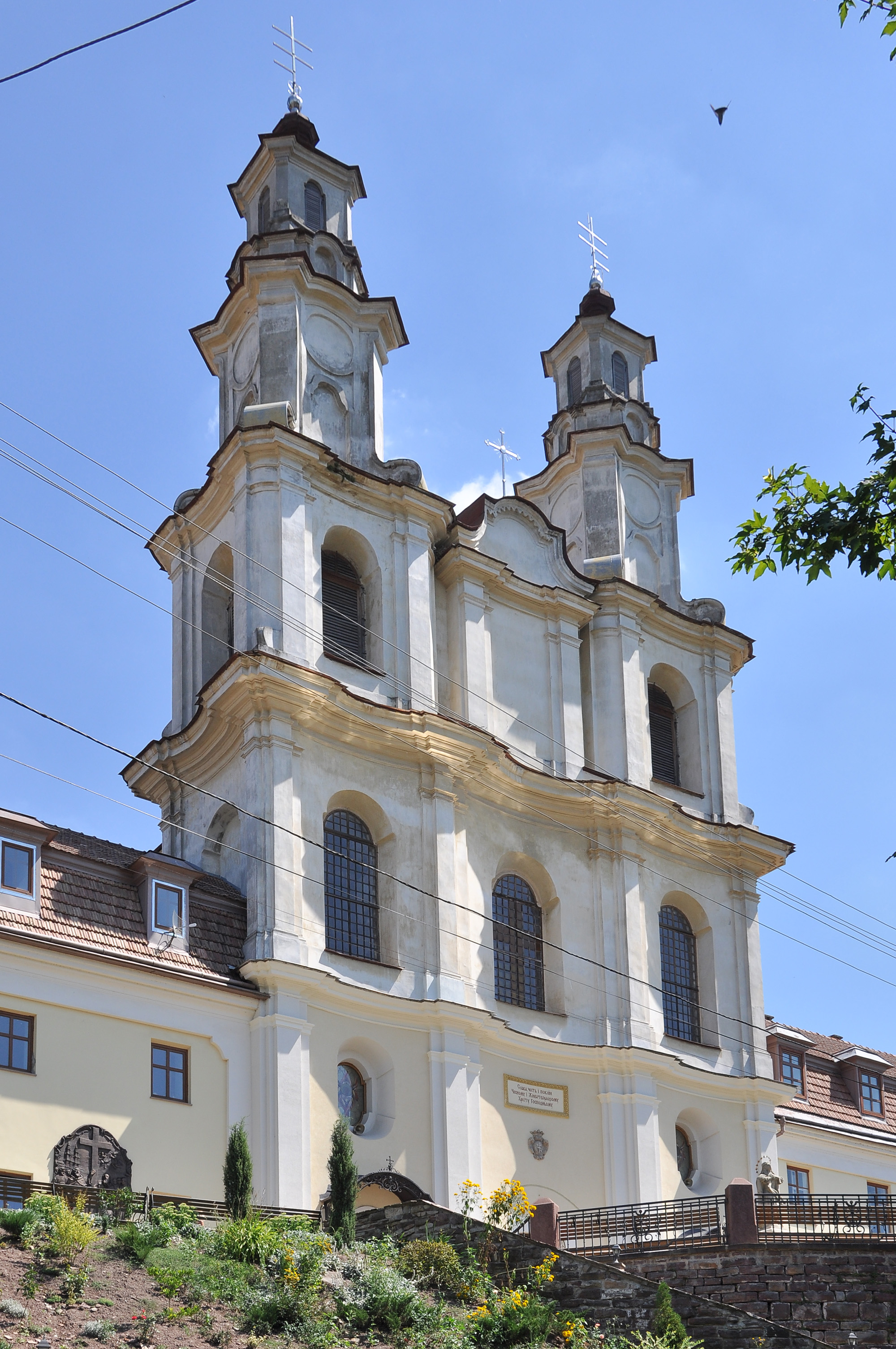
Buczacz
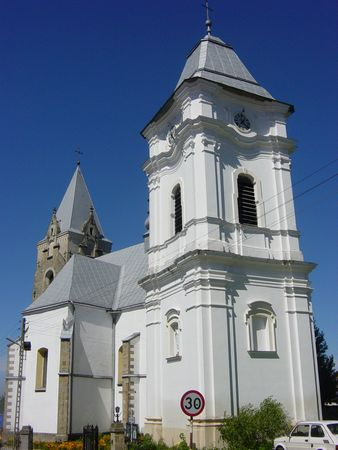
Lesko
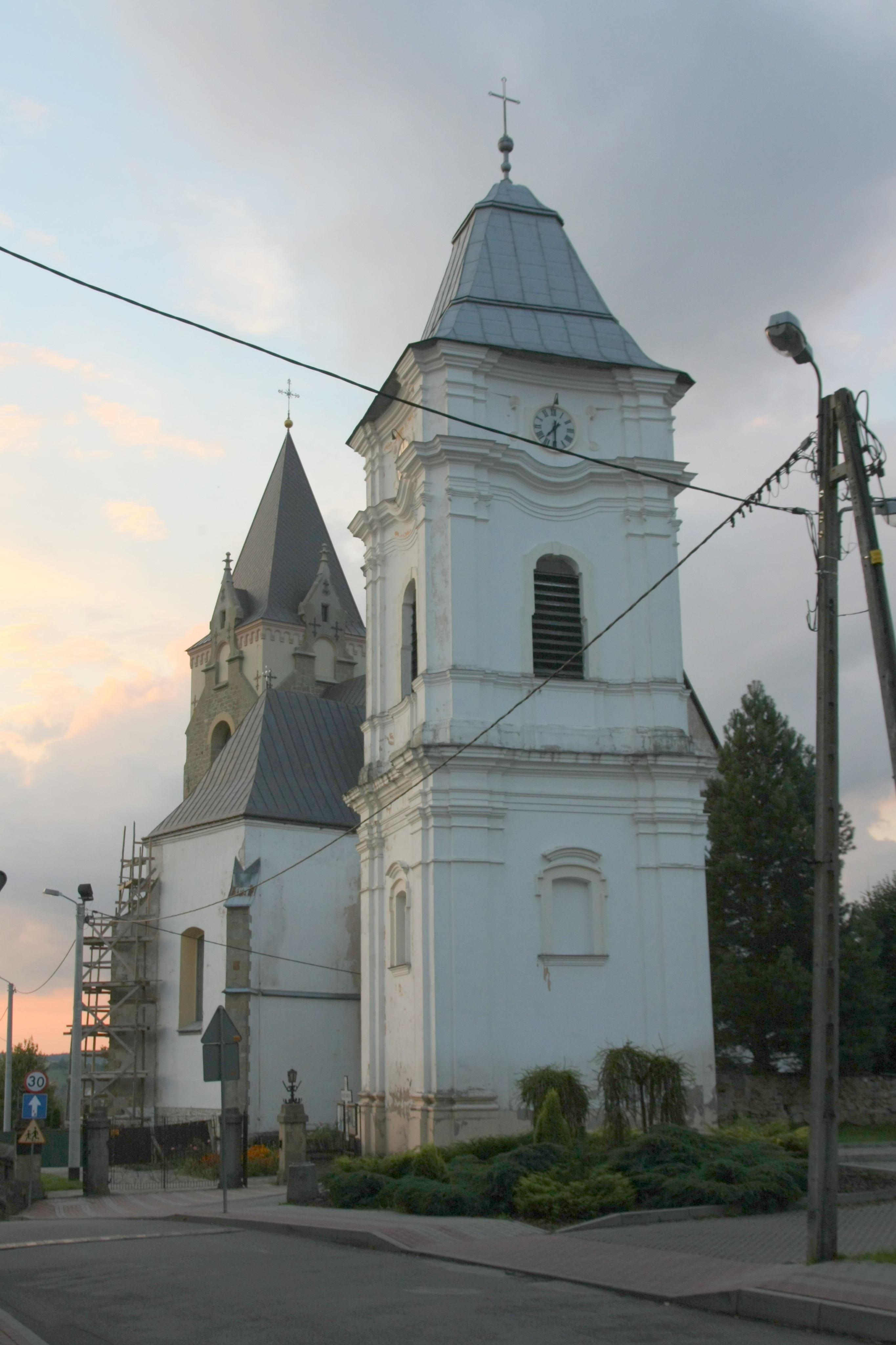
Lesko
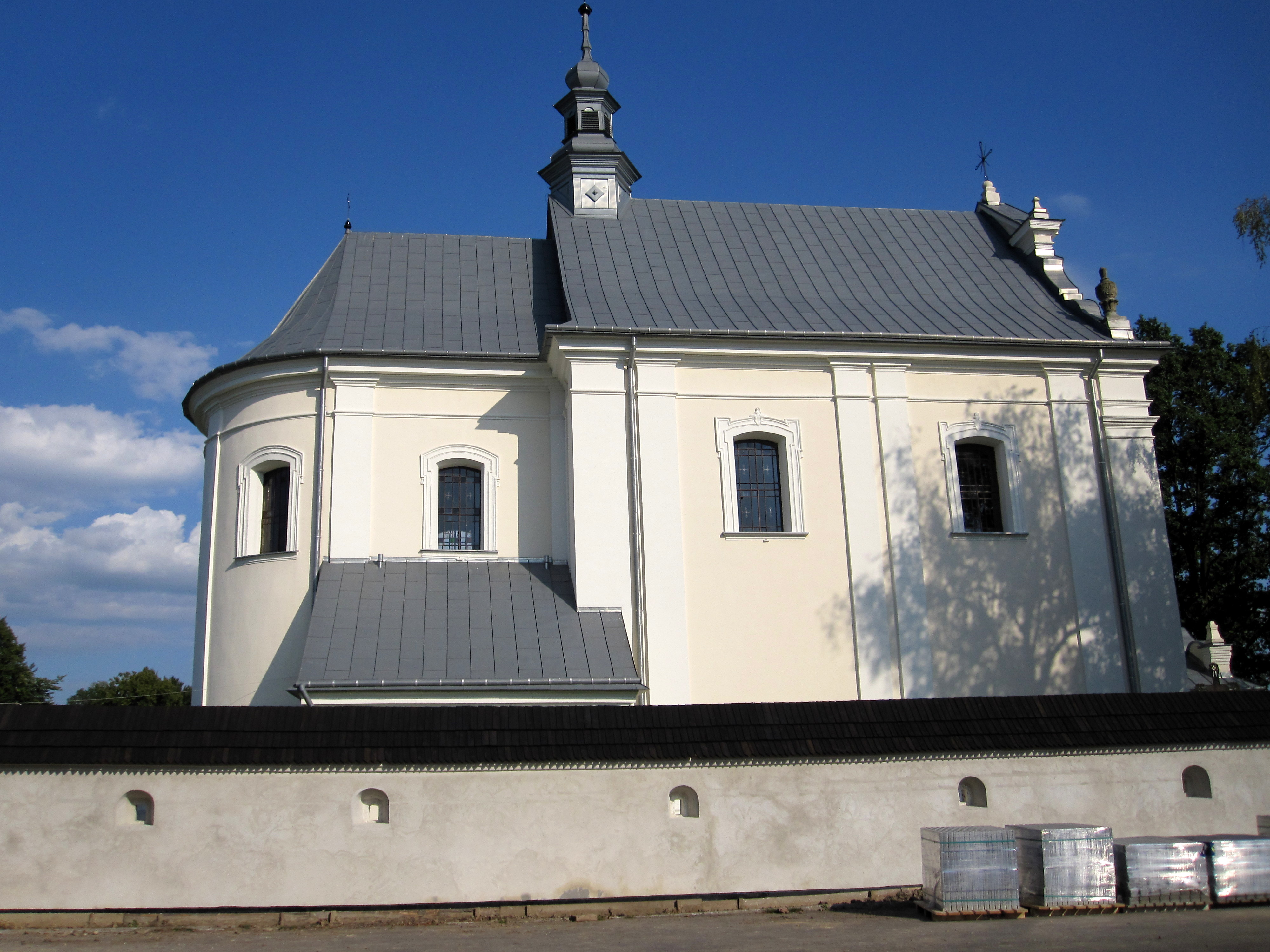
Uherce Mineralne
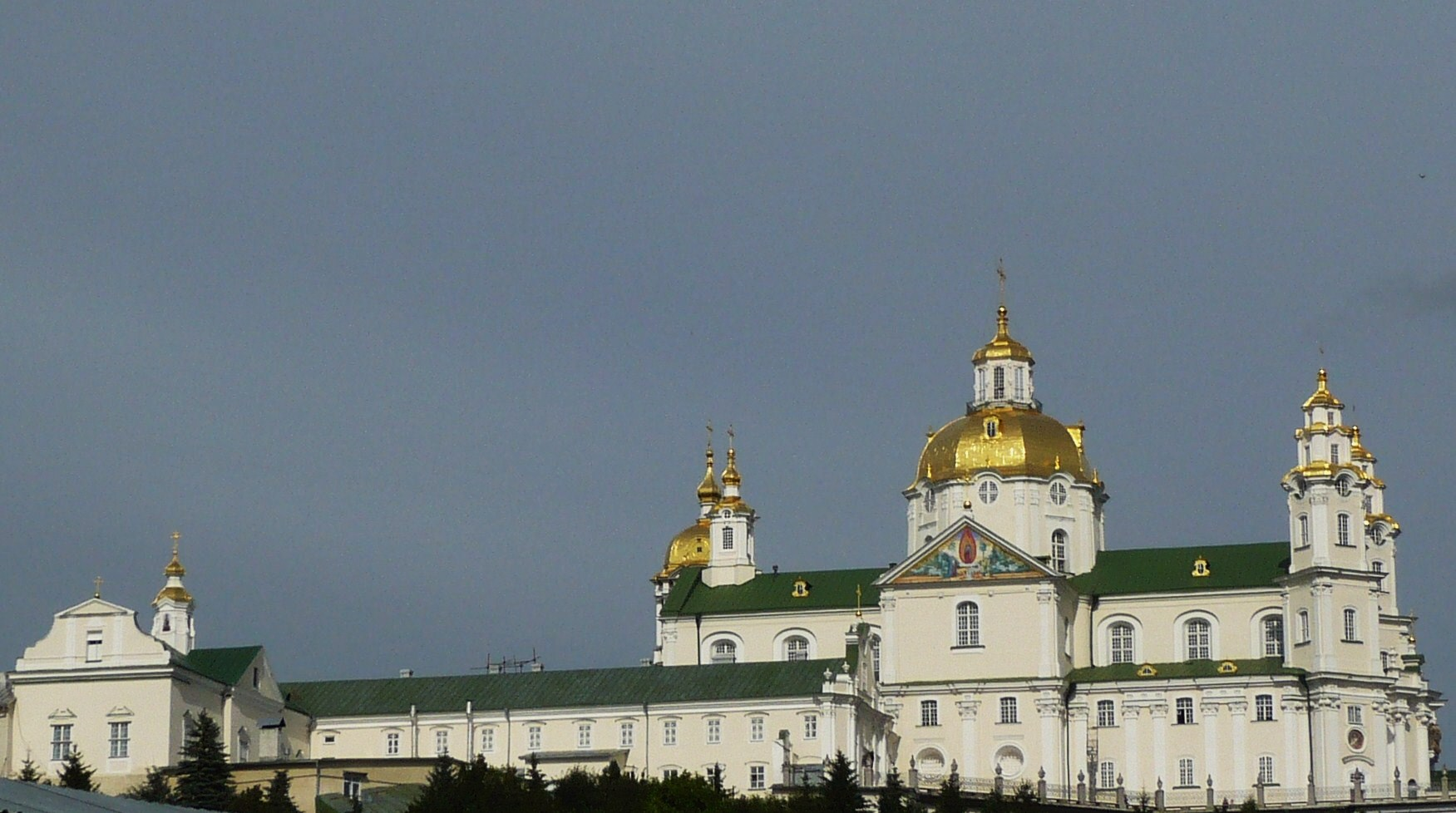
Poczajów
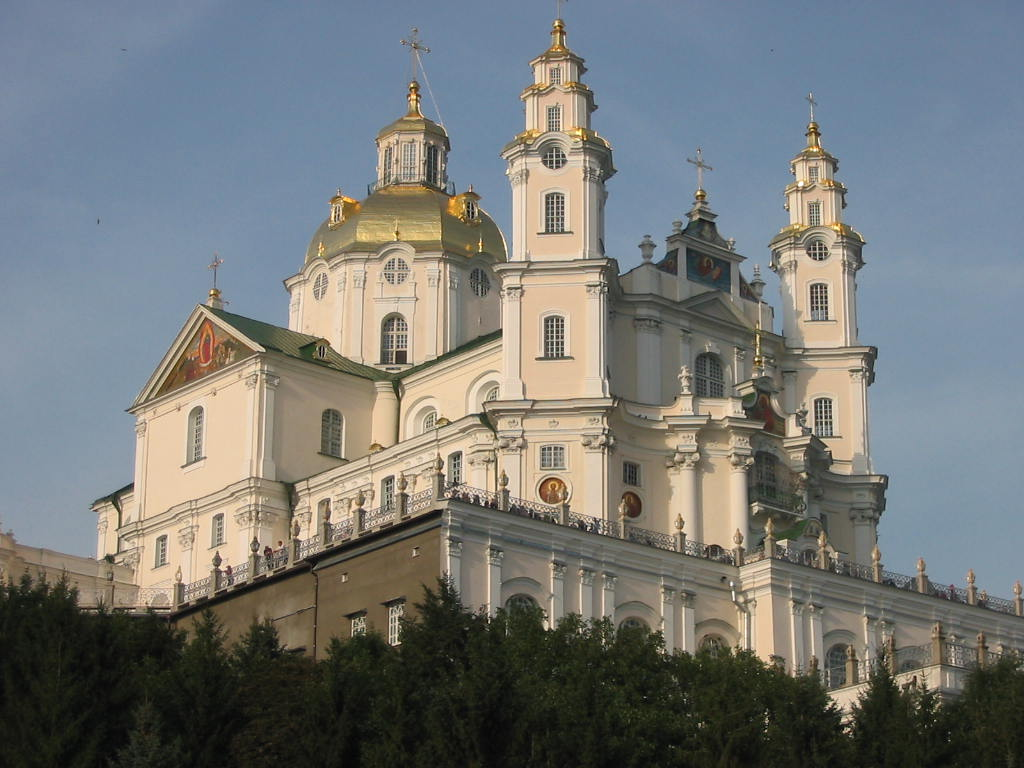
Poczajów
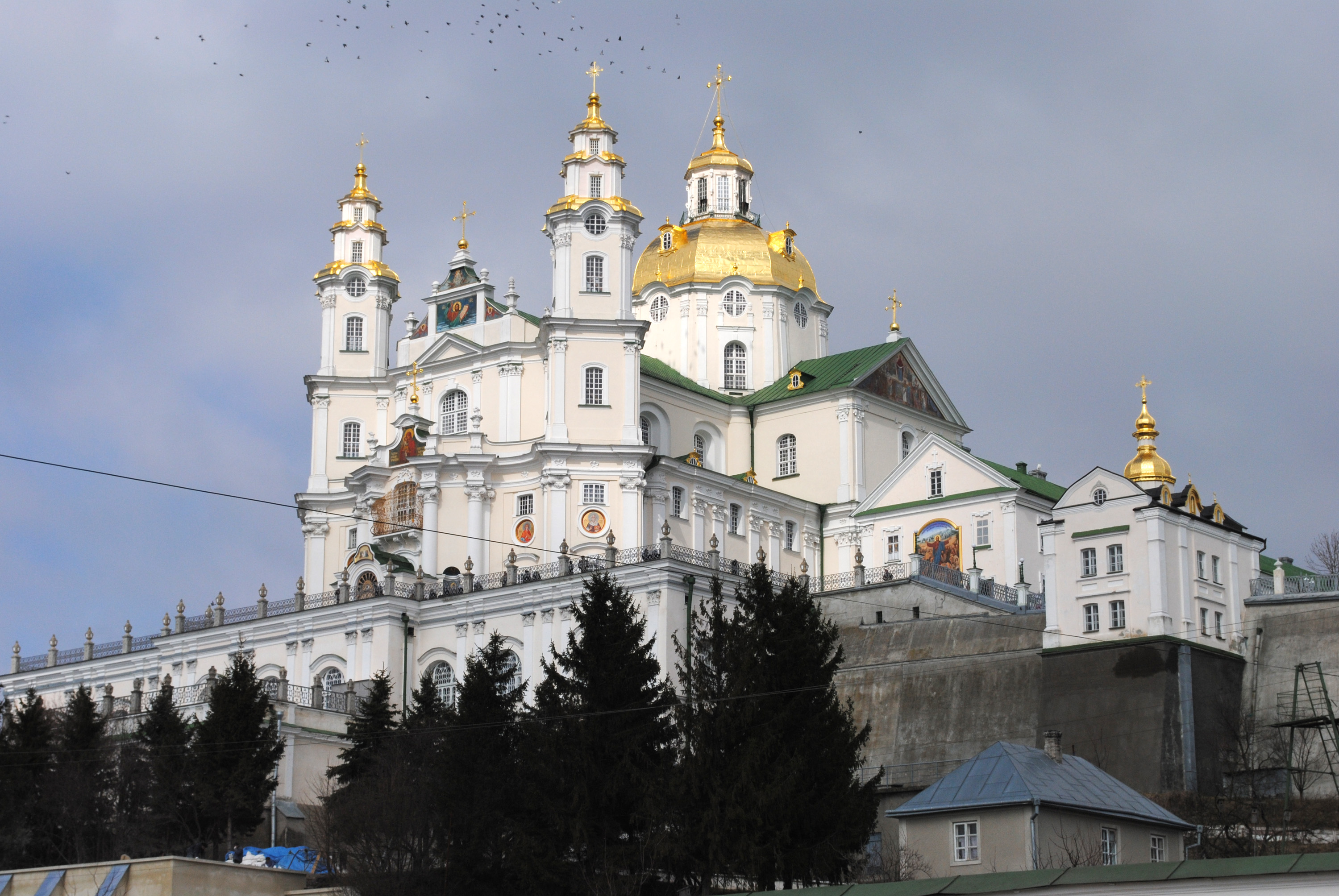
Poczajów
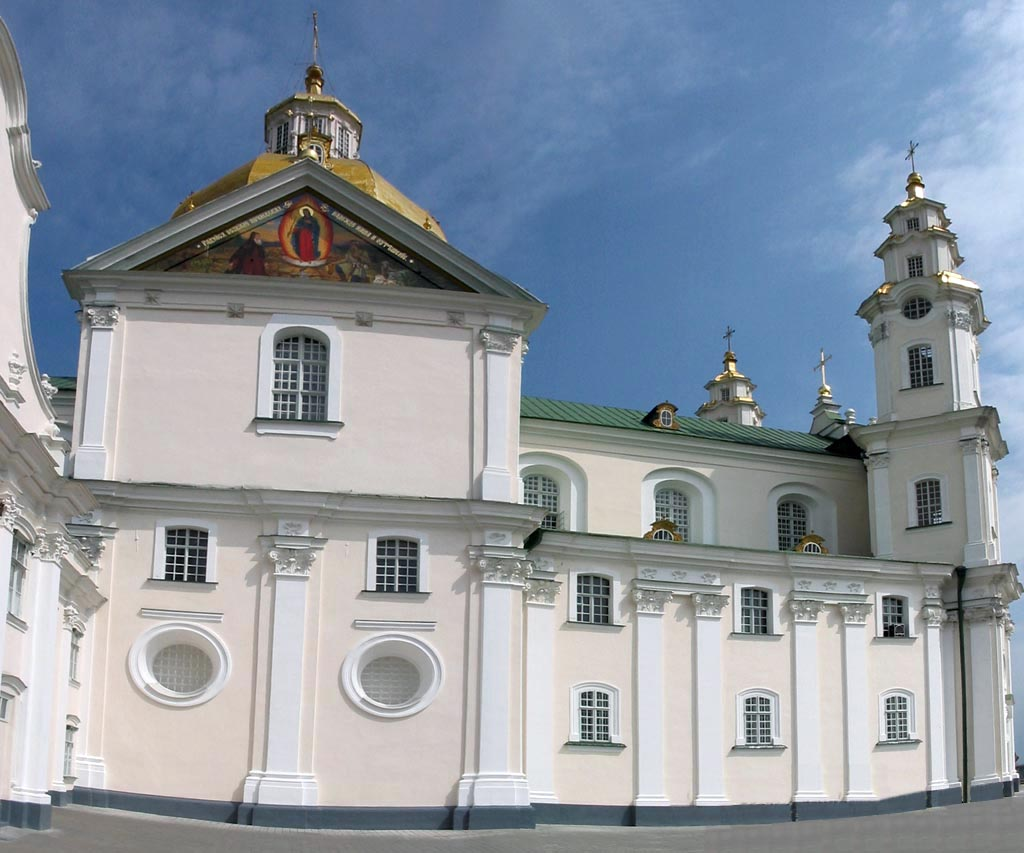
Poczajów